# Asaka

Asaka (朝霞市 Asaka-shi?) este un municipiu din Japonia, prefectura Saitama.